# Sonnenfinsternis vom 4. Januar 1992
Die ringförmigen Sonnenfinsternis vom 4. Januar 1992 verlief die Zentralline quer über den Pazifischen Ozean. An Land lagen in der Zentralzone nur winzige Pazifikinseln und der äußerste Westen von Kalifornien. Die Kalifornier erlebten einen untergehenden Feuerring am Abend. Auch das große Gebiet der partiellen Sichtbarkeit lag bei dieser Sonnenfinsternis extrem ungünstig. In Ostasien und Australien, während des Sonnenaufgangs und im Osten von Nordamerika während des Sonnenuntergangs, dazu meistens noch mit einem geringen Bedeckungsgrad. Wirklich günstige Beobachtungsstandorte gab es bei dieser Sonnenfinsternis nur mitten im Pazifischen Ozean.
Diese Sonnenfinsternis gehört dem Saros-Zyklus 141 an, der insgesamt 70 Finsternisse umfassen wird. Saros 141 startete am 19. Mai 1613 mit einer kleinen partiellen Sonnenfinsternis in der Sibirien. Die ersten Finsternisse waren 7 partielle auf der Nordhalbkugel. Danach folgen 41 ringförmige Sonnenfinsternisse. Den Abschluss bilden 22 partielle Finsternisse auf der Südhalbkugel der Erde. Der Zyklus endet am 13. Juni 2857 mit einer kleinen partiellen Sonnenfinsternis im Südpolarmeer nahe der Antarktis, weit südlich von Indien.